# Bart Meijer (presentator)
Bart Meijer (Haarlem, 11 mei 1982) is  een Nederlands televisie- en radiopresentator.
Meijer studeerde van 2000 tot 2005 planologie aan de Universiteit van Amsterdam. Naast zijn studie werkte hij bij BNN op Radio 1. Bij de BNN United Kids verkiezing in 2001 won hij de gouden microfoon. Begin 2005 stapte hij over naar 3FM in de rubriek: Waar is Bart? Ook ging hij dagelijks op pad voor het BNN radioprogramma Wout!. Meijer werkt sinds september 2005 als presentator bij Het Klokhuis, waar hij onder meer de serie Breaking News deed waar hij auto's sloopte. Hier zijn uiteindelijk dertien afleveringen van gemaakt. Van april 2008 tot medio juni 2009 presenteerde hij voor de VPRO het buitenlandprogramma Metropolis. Hierin introduceerde hij de bijdragen die door jonge filmmakers ingezonden zijn over wekelijkse thema's. In 2010 heeft hij voor de VPRO het programma Holland Sport Junior gepresenteerd en was hij tot 2012 een van de presentatoren van Z@pplive.
Zijn in 2020 samen met Michiel Eijsbouts geschreven boek Lees dit boek niet! werd in 2021 bekroond met de Hotze de Roosprijs.

## Tv
| Programma            | jaren     |
| -------------------- | --------- |
| Het Klokhuis         | 2005-2023 |
| Holland Sport Junior | 2010      |
| Z@pplive             | 2010-2012 |
| Beste Vrienden Quiz  | 2014-2020 |